# Bij de Rijkswacht
Bij de Rijkswacht is een Nederlandstalig lied van de Belgische band De Strangers uit 1979.
Het lied werd geschreven op de melodie van In the Navy van The Village People. De single had als B-kant het nummer Melksjoekkelat Mè Neutjes dat geschreven was op de melodie van Lay Your Love on Me van Racey. Beide nummers verschenen tevens op het album Te Pakke of Te Late.
Bij de Rijkswacht kwam op 5 mei 1979 binnen in de Vlaamse hitlijsten waar het 8 weken zou verblijven tot 23 juni 1979, de single piekte op de 12de positie. In de Vlaamse top 10 piekte het nummer op de eerste positie en verbleef 15 weken in deze hitparade vanaf 28 april 1979.

## Meewerkende artiesten
- Producer
  - Al Van Dam
- Muzikanten
  - Alex Boeye (zang)
  - Bob Van Staeyen (zang)
  - Gust Torfs (zang)
  - John De Wilde (zang)
  - Pol Bollansee (zang)
  - Ernest Adriaensen
  - René Van Laeken